# Vert (Landes)

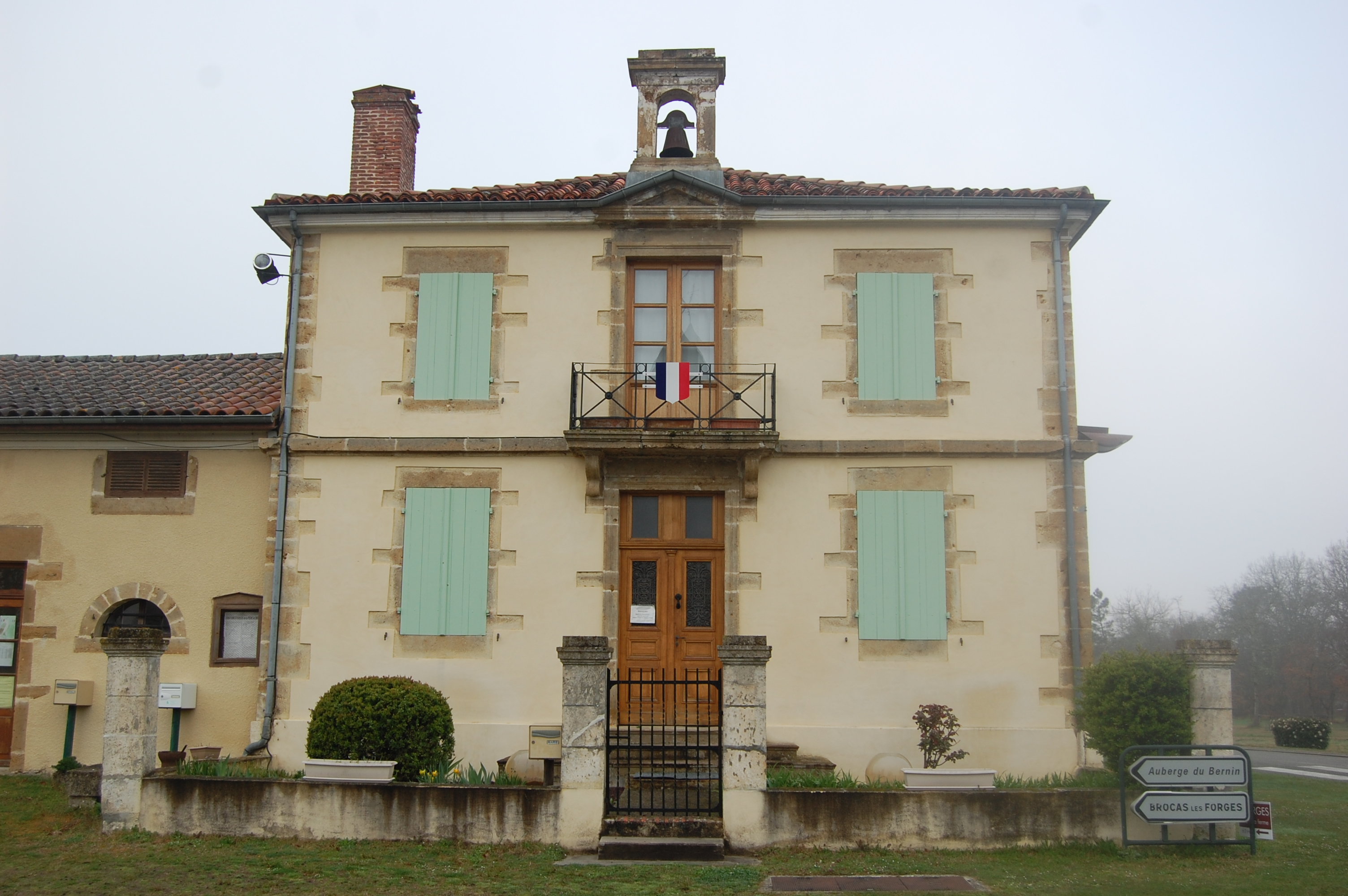
Gemeentehuis

Vert is een gemeente in het Franse departement Landes (regio Nouvelle-Aquitaine) en telt 233 inwoners (2005). De plaats maakt deel uit van het arrondissement Mont-de-Marsan.

## Geografie
De oppervlakte van Vert bedraagt 38,6 km², de bevolkingsdichtheid is 6,0 inwoners per km².
De onderstaande kaart toont de ligging van Vert (Landes) met de belangrijkste infrastructuur en aangrenzende gemeenten.

## Demografie
Onderstaande figuur toont het verloop van het inwonertal (bron: INSEE-tellingen).